# Neue Bibliothek der wichtigsten Reisebeschreibungen zur Erweiterung der Erd- und Völkerkunde
Die Neue Bibliothek der wichtigsten Reisebeschreibungen zur Erweiterung der Erd- und Völkerkunde ist eine Buchreihe, die in Weimar im Verlag Landes-Industrie-Comptoir in den Jahren von 1814–1835 erschien. 
Sie wurde zunächst von Friedrich Justin Bertuch herausgegeben und nach ihm von "mehreren Gelehrten". Sie umfasst über 60 Bände. Ihr Vorgänger war die im gleichen Verlag von 1800 bis 1814 erschienene Bibliothek der neuesten und wichtigsten Reisebeschreibungen zur Erweiterung der Erdkunde, die von Matthias Christian Sprengel und Theophil Friedrich Ehrmann (1762–1811) herausgegeben wurde und 50 Bände umfasst. Beide Reihen bestehen hauptsächlich aus Übersetzungen. Sie sind beide in Digitalisaten online abrufbar.

## Übersicht
Die folgende Übersicht (teilweise mit verkürzten Angaben) ist absteigend nach Erscheinungsjahr, d. h. nicht nach der Bandnummer sortiert (die jüngeren Bände stehen also oben):
- Burnes, Alexander:  Reise nach und in Bokhara von Indien aus durch Cabool, die Tartarey und Persien, und Fahrt auf dem Indus, von dessen Mündung bis Lahore; in den Jahren 1831, 1832 und 1833 ; auf Befehl der obersten Regierung Ostindiens unternommen Teil 1 (1835)
- Burnes, Alexander:  Reise nach und in Bokhara von Indien aus durch Cabool, die Tartarey und Persien, und Fahrt auf dem Indus, von dessen Mündung bis Lahore; in den Jahren 1831, 1832 und 1833 ; auf Befehl der obersten Regierung Ostindiens unternommen Teil 2 (1835)
- Olivier, Johannes:  Land- und Seereisen im Niederländischen Indien und einigen Britischen Niederlassungen unternommen in dem Zeitraume von 1817 bis 1826, durch Johannes Olivier Teil 2 (1833)
- Heber, Reginald:  Reise durch die obern Provinzen von Vorderindien von Calcutta bis Bombay in den Jahren 1824 und 1825 Teil 2 (1832)
- Crawfurd, John: Tagebuch der Gesandtschaft an die Höfe von Siam und Cochin-China (1831)
- Heber, Reginald:  Reise durch die obern Provinzen von Vorderindien von Calcutta bis Bombay in den Jahren 1824 und 1825 Teil 1 (1831)
- Burckhardt, Johann Ludwig: Bemerkungen über die Beduinen und Wahaby gesammelt während seinen Reisen im Morgenlande (1831)
- Clapperton, Hugh: Tagebuch der zweiten Reise des Capt. Clapperton in's Innere von Africa (1831)
- Burckhardt, Johann Ludwig: Johann Ludwig Burckhardt's Reisen in Arabien enthaltend eine Beschreibung derjenigen Gebiete in Hedjaz, welche die Mohammedaner für heilig achten (1830)
- Ward, Henry George: Mexico im Jahre 1827 (1829)
- Fraser, James Baillie: J. B. Fraser's Reise nach und in Khorasan, in den Jahren 1821 bis 1822 nebst Nachrichten von den nordöstlich von Persien gelegenen Ländern, und Bemerkungen über den National-Character der Perser, wie über die Regierung und die Macht Persien's Teil 2 (1829)
- Olivier, Johannes: Land- und Seereisen im Niederländischen Indien und einigen Britischen Niederlassungen unternommen in dem Zeitraume von 1817 bis 1826, durch Johannes Olivier Teil 1 (1829)
- Franklin, John: Zweite Reise des Capit. John Franklin an die Küsten des Polarmeeres, in den Jahren 1825, 1826 und 1827 (1829)
- Broke, Arthur de Capell: Ein Winter in Lappland und Schweden (1829)
- Hamilton, John Potter: Reise durch die innern Provinzen von Columbien (1828)
- Buckingham, James Silk: Reisen durch Syrien und Palestina Teil 2 (1828)
- Fraser, James Baillie: J. B. Fraser's Reise nach und in Khorasan, in den Jahren 1821 bis 1822 nebst Nachrichten von den nordöstlich von Persien gelegenen Ländern, und Bemerkungen über den National-Character der Perser, wie über die Regierung und die Macht Persien's Teil 1 (1828)
- Finlayson, George; Raffles, Thomas Stamford: Die Gesandtschafts-Reise nach Siam und Hué, der Hauptstadt von Cochinchina in den Jahren 1821 bis 1822 (1827)
- Clapperton, Hugh; Denham, Dixon; Oudney, Walter: Beschreibung der Reisen und Entdeckungen im nördlichen und mittlern Africa in den Jahren 1822 bis 1824 (1827)
- Buckingham, James Silk:  Reisen durch Syrien und Palestina Teil 1 (1827)
- Caldcleugh, Alexander: Reisen in Süd-Amerika während der Jahre 1819, 1820, 1821 enthaltend eine Schilderung des gegenwärtigen Zustandes von Brasilien, Buenos Ayres und Chile (1826)
- Stevenson, William Bennet: Reisen in Arauco, Chile, Peru und Columbia in den Jahren 1804 bis 1823 Band 2 (1826)
- William Bennet Stevenson: Reisen in Arauco, Chile, Peru und Columbia in den Jahren 1804 bis 1823 Band 1 (1826)
- Burchell, William John: Reisen in das Innere von Süd-Afrika Teil 2 (1825)
- Cochrane, John Dundas: Fußreise durch Rußland und die Sibirische Tartarei, und von der Chinesischen Gränze nach dem Eismeer und Kamtschatka (1825)
- Franklin, John: Reise an die Küsten des Polarmeeres in den Jahren 1819, 1820, 1821 u. 1822 Band 2 (1824)
- Porter, Robert Ker: Reisen in Georgien, Persien, Armenien, dem alten Babylonien u. s. w. im Laufe der Jahre 1817–1820 Teil 2 (1824)
- Burckhardt, Johann Ludwig; Gesenius, Wilhelm[Hrsg.]: Johann Ludwig Burkhardt's Reisen in Syrien, Palästina und der Gegend des Berges Sinai Teil 2 (1824)
- Monrad, Hans Christian; Wolf, H. E.[Übers.]: Gemälde der Küste von Guinea und der Einwohner derselben, wie auch der Dänischen Colonien auf dieser Küste entworfen während meines Aufenthaltes in Afrika in den Jahren 1805 bis 1809 (1824)
- Hanbury, Barnard; Waddington, George: Reise in verschiedene Gegenden Aethiopiens (1823)
- Franklin, John: Reise an die Küsten des Polarmeeres in den Jahren 1819, 1820, 1821 u. 1822 Band 1 (1823)
- Porter, Robert Ker: Reisen in Georgien, Persien, Armenien, dem alten Babylonien u. s. w. im Laufe der Jahre 1817–1820 Teil 1 (1823)
- Burckhardt, Johann Ludwig; Gesenius, Wilhelm [Hrsg.]: Johann Ludwig Burkhardt's Reisen in Syrien, Palästina und der Gegend des Berges Sinai Teil 1 (1823)
- Harris, William Tell; Leidenfrost, Karl Florentin [Übers.]: Bemerkungen auf einer Reise durch die Vereinten Staaten von Nord-Amerika, in den Jahren 1817, 1818 und 1819 in einer Reihe von Briefen an Freunde in England (1822)
- Burchell, William John: Reisen in das Innere von Süd-Afrika Teil 1 (1822)
- Pierre-Amédée Jaubert: Reise durch Armenien und Persien, in den Jahren 1805 und 1806 (1822)
- Blaquière, Edward: Briefe aus dem Mittelländischen Meere enthaltend eine Schilderung des bürgerlichen und politischen Zustandes von Sicilien, Tripoli, Tunis und Malta Teil 1 (1821)
- Della Cella, Paolo: Reise von Tripolis an die Gränzen von Aegypten im Jahre 1817 (1821)
- Luccock, John; Leidenfrost, Karl Florentin [Übers.]: Bemerkungen über Rio de Janeiro und Brasilien während eines zehnjährigen Aufenthalts daselbst, vom Jahre 1808 bis 1818 (1821)
- Kinneir, John Macdonald; Ukert, Friedrich August [Übers.]: Reise durch Klein-Asien, Armenien und Kurdistan, in den Jahren 1813 und 1814 (1821)
- Blaquière, Edward: Briefe aus dem Mittelländischen Meere enthaltend eine Schilderung des bürgerlichen und politischen Zustandes von Sicilien, Tripoli, Tunis und Malta Teil 2 (1821)
- Bowdich, Thomas Edward; Leidenfrost, Karl Florentin [Übers.]: Mission der englisch-afrikanischen Compagnie von Cape Coast Castle nach Ashantee mit statistischen, geographischen und andern Nachrichten, über das Innere von Afrika (1820)
- Burckhardt, Johann Ludwig: Johann Ludwig Burckhardt's Reisen in Nubien (1820)
- Córdoba, Antonio de: Reise nach der Magellanstraße, (1820)
- Mollien, Gaspard Théodore: Reise in das Innere von Afrika, an die Quellen des Senegal und des Gambia im Jahre 1818 auf Befehl der französischen Regierung unternommen (1820)
- Péron, François; Ehrmann, Theophil Friedrich [Übers.]: Entdeckungsreise nach Australien unternommen auf Befehl Sr. Maj. des Kaisers von Frankreich und Königs von Italien mit den Korvetten der Geograph und der Naturalist, und der Goelette Kasuarina in den Jahren 1800 bis 1804 (1819)
- Mariner, William; Martin, John [Hrsg.]: Nachrichten über die Freundschaftlichen, oder die Tonga-Inseln (1819)
- Prior, James; Leidenfrost, Karl Florentin [Übers.]: Beschreibung einer Reise in das Indische Meer, in der Fregatte Nisus, nach dem Cap der guten Hoffnung, den Inseln Bourbon, Frankreich und den Seschellen; nach Madras und den Inseln Java, St. Paul und Amsterdam während der Jahre 1810 und 1811 (1819)
- Nicholas, John Liddiard: Reise nach und in Neuseeland in den Jahren 1814 und 1815 mit den, von Neuholland dahin reisenden, Missionarien gemacht (1819)
- Melish, John; Brauns, Ernst Ludwig [Übers.]: John Melish's Reisen durch die Vereinten-Staaten von America, in den Jahren 1806, 1807, 1809, 1810 und 1811 (1819)
- Eschwege, Wilhelm Ludwig von: Journal von Brasilien, Heft 1 oder vermischte Nachrichten aus Brasilien auf wissenschaftlichen Reisen gesammelt (1818)
- Eschwege, Wilhelm Ludwig von: Journal von Brasilien, Heft 2 oder vermischte Nachrichten aus Brasilien auf wissenschaftlichen Reisen gesammelt (1818)
- Elphinstone, Mountstuart; Rühs, Friedrich [Übers.]: Geschichte der Englischen Gesandtschaft an den Hof von Kabul, im Jahre 1808 nebst ausführlichen Nachrichten über das Königreich Kabul, den dazu gehörigen Ländern und Völkerschaften Band 1 (1817)
- Clarke, Edward Daniel; Weyland, Philipp Christoph [Übers.]: Eduard Daniel Clarke's Reise durch Rußland und die Tartarei in den Jahren 1800–1801 (1817)
- Pottinger, Henry: Reisen durch Beloochistan und Sinde nebst geographischen und historischen Nachrichten über diese Länder (1817)
- Koster, Henry: Reisen in Brasilien (1817)
- Elphinstone, Mountstuart; Rühs, Friedrich [Übers.]: Geschichte der Englischen Gesandtschaft an den Hof von Kabul, im Jahre 1808 nebst ausführlichen Nachrichten über das Königreich Kabul, den dazu gehörigen Ländern und Völkerschaften Band 2 (1817)
- Dauxion Lavaysse, Jean; Zimmermann, Eberhard August Wilhelm von [Übers.]: Reise nach den Inseln Trinidad, Tobago und Margaretha, so wie in verschiedene Theile von Venezuela in Süd-America (1816)
- Leblich, Domingo Badia y: Ali Bey's el Abassi Reisen in Afrika und Asien in den Jahren 1803 bis 1807 (1816)
- MacGill, Thomas; Schilling, Martin H.: Neue Reise nach Tunis (1816)
- Flinders, Matthew; Götze, Johann August Ferdinand [Übers.]: Reise nach dem Austral-Lande, in der Absicht die Entdeckung desselben zu vollenden unternommen in den Jahren 1801, 1802 und 1803 (1816)
- Catteau-Calleville, Jean-Pierre; Weyland, Philipp Christoph [Übers.]: Gemälde der Ostsee in physischer, geographischer, historischer und merkantilischer Sicht (1815)
- Mackenzie, St. G.: Reise durch die Insel Island im Sommer 1810 (1815)
- Salt, Henry; Rühs, Friedrich [Übers.]: Heinrich Salt's neue Reise nach Abyssinien in den Jahren 1809 und 1810 (1815)
- Gass, Patrick; Lewis, Meriwether; Weyland, Philipp Christoph [Übers.]: Tagebuch einer Entdeckungs-Reise durch Nord-America von der Mündung des Missouri an bis zum Einfluß der Columbia in den stillen Ocean, gemacht in den Jahren 1804, 1805 und 1806 auf Befehl der Regierung der Vereinigten Staaten, von den beiden Capitäns Lewis und Clarke (1814)